# Mördaren ljuger inte ensam (film)
Mördaren ljuger inte ensam är en svensk thrillerfilm från 2013, baserad på Maria Langs bok med samma namn och i regi av Birger Larsen. I huvudrollerna ses Tuva Novotny, Ola Rapace och Linus Wahlgren. Filmen var den första i en serie Maria Lang-filmatiseringar.

## Om filmen
Manuset skrevs av Jonna Bolin-Cullberg och Charlotte Orwin och filmen producerades av Renée Axö och fotograferades av Mats Axby. Den klipptes av Jacob Thuesen och hade premiär den 8 mars 2013.

## Handling
Puck blir tillsammans med några andra medbjuden av sin universitetshandledare att fira midsommar på dennes ensliga ställe på en ö i Skogasjön. Hon är väldigt glad och öppen för nya äventyr. Efter att ha varit ute och svärmat tillsammans med vännen Einar Bure finner Puck en av de kvinnliga gästerna mördad och tillkallar polis. När polisen anländer är liket spårlöst försvunnet och förbindelsen med fastlandet bryts när öns enda båt försvinner. Alla är fast på ön och mördaren finns mitt ibland dem.

## Rollista
- Tuva Novotny – Puck Ekstedt
- Linus Wahlgren – Einar Bure
- Ola Rapace – Christer Wijk
- Suzanna Dilber – Ann
- Peter Viitanen – Carl Herman
- Andreas Utterhall – Georg
- Ida Engvoll – Lil
- Fanny Risberg – Marianne
- Gustaf Hammarsten	– Rutger
- Sanna Krepper	– Viveka

## Mottagande
Filmen fick ett blandat mottagande och har medelbetyget 2,9/5 på Kritiker.se, baserat på nitton recensioner. Bäst betyg fick den av Filmeye och Nyhetsmorgon som båda gav fyror i betyg och sämst av Sydsvenskan som delade ut sitt lägsta betyg, 1/5.